# Helmut Otto Blankmeister

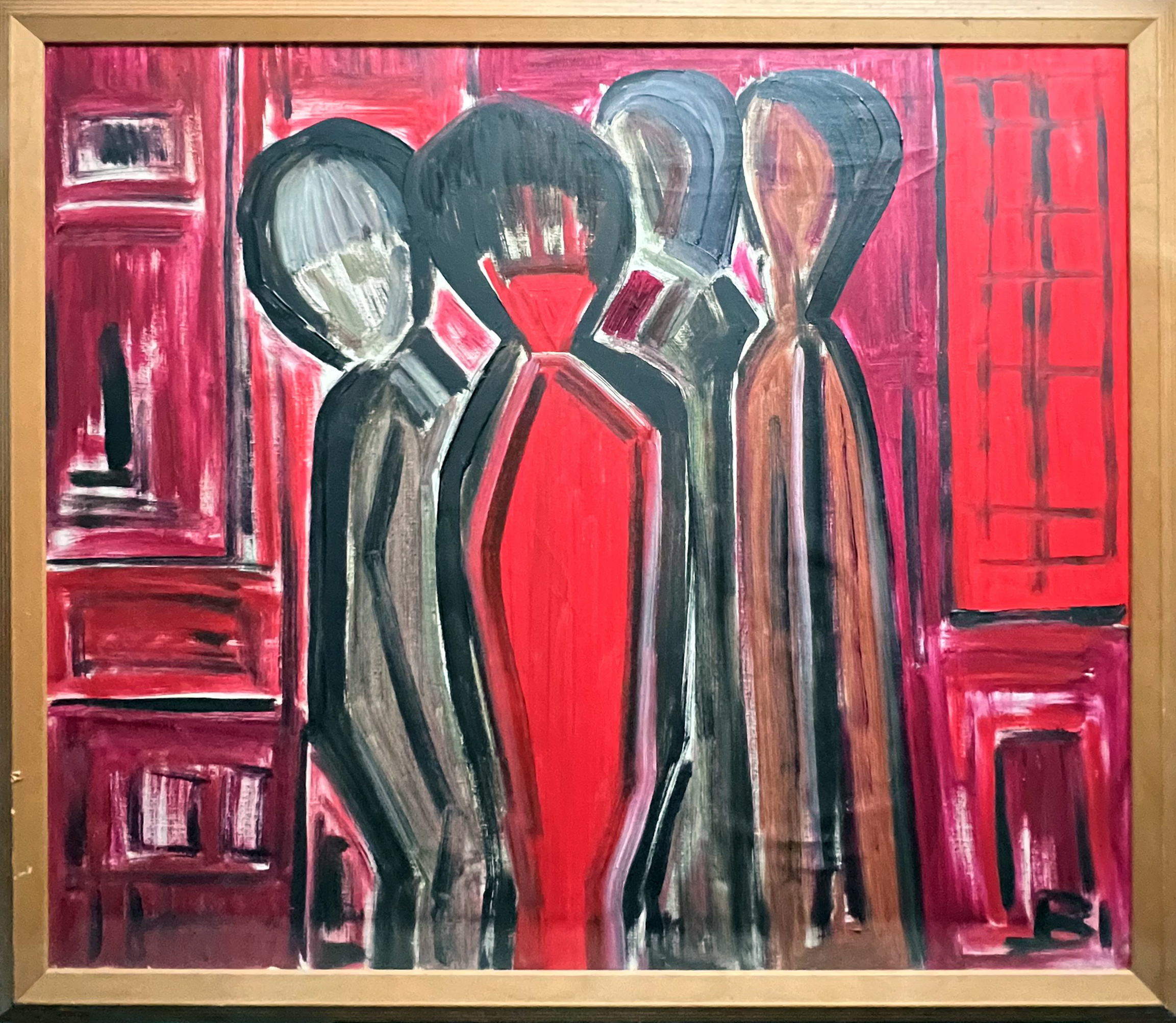
Gemälde in Privatbesitz, Kassel

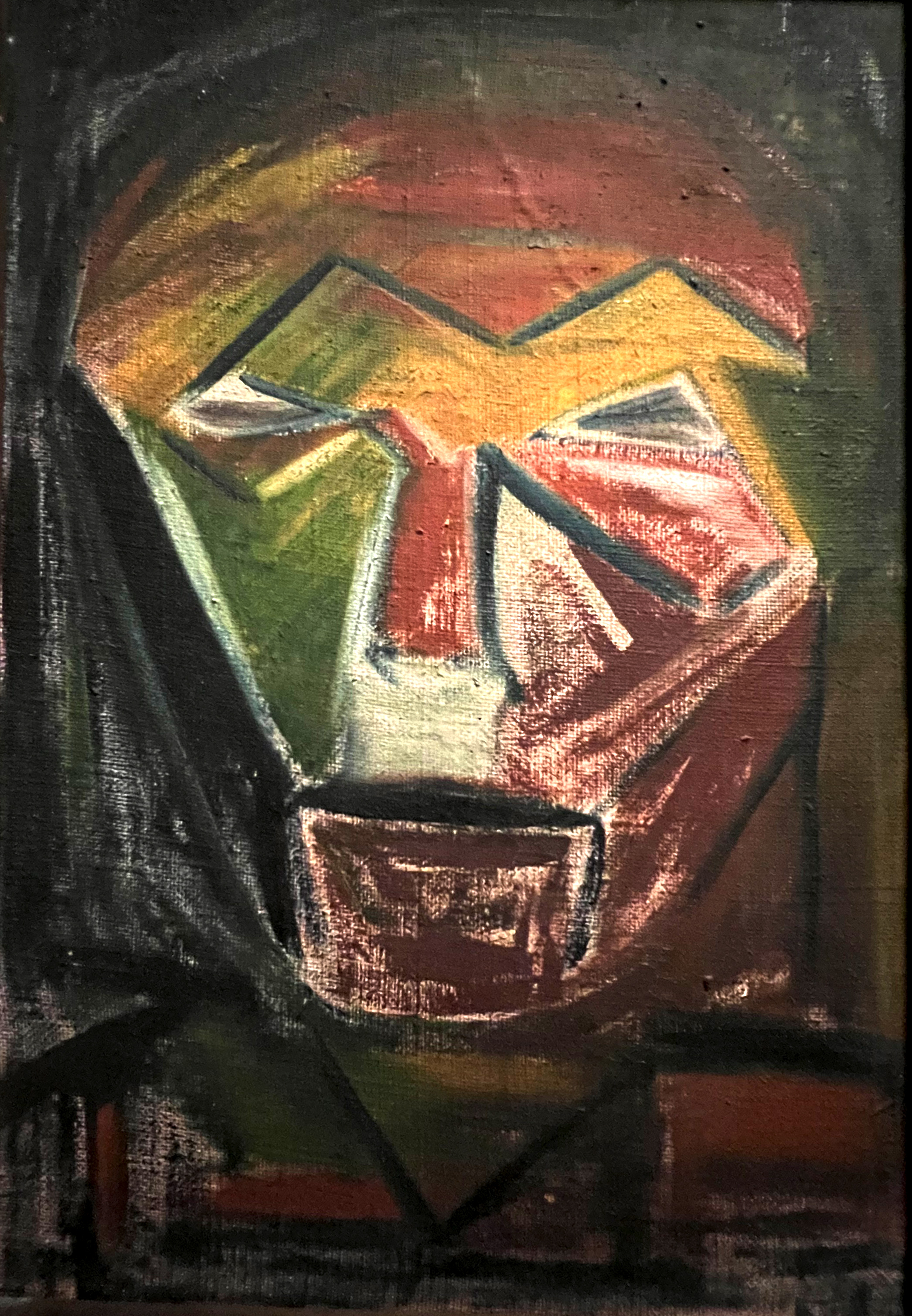
Gemälde in Privatbesitz, Ölfus, Island (Selbstbildnis 1950)

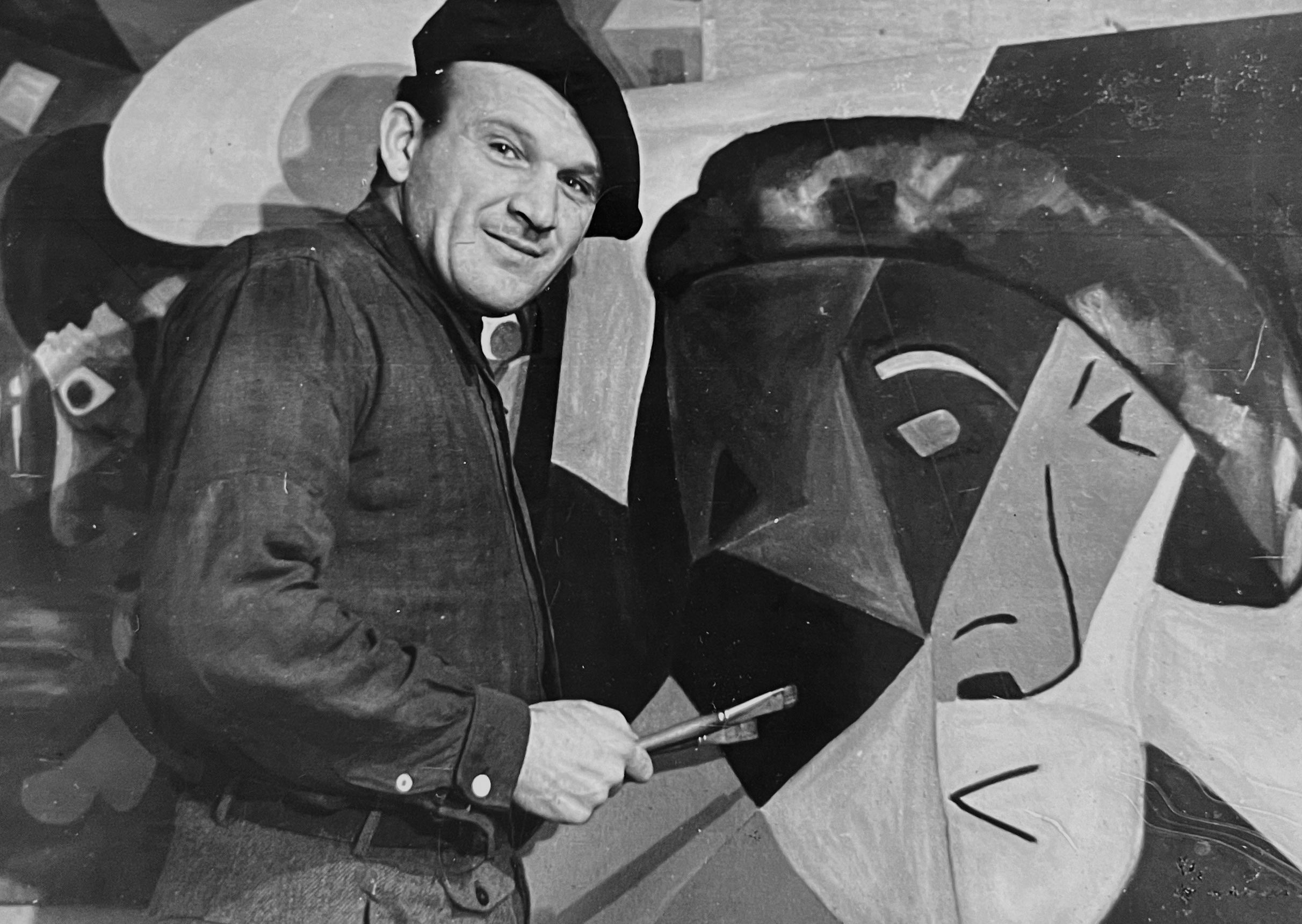
Helmut Otto Blankmeister 1949

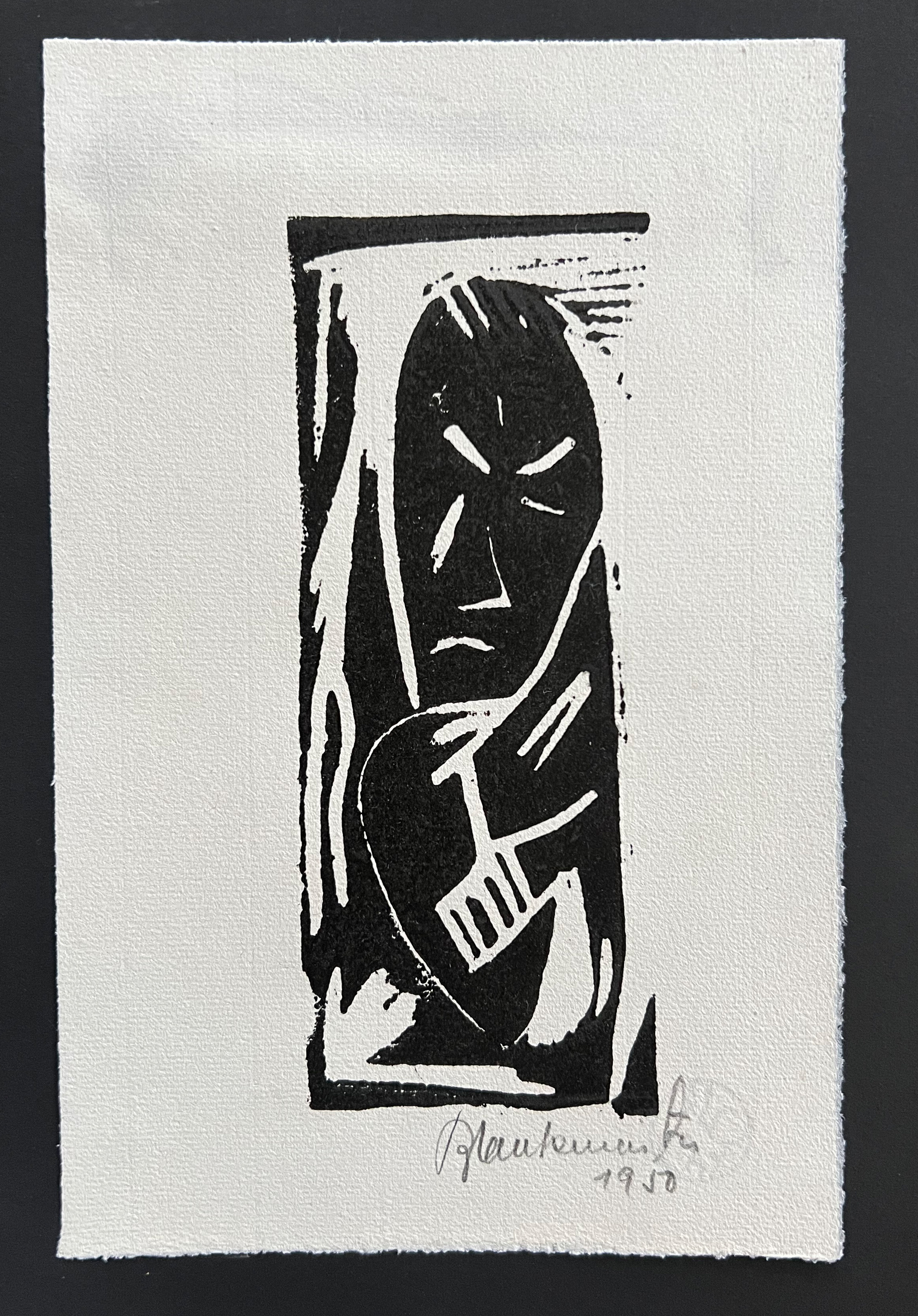
1950 auf Bütten gedruckt in Privatbesitz, Kassel

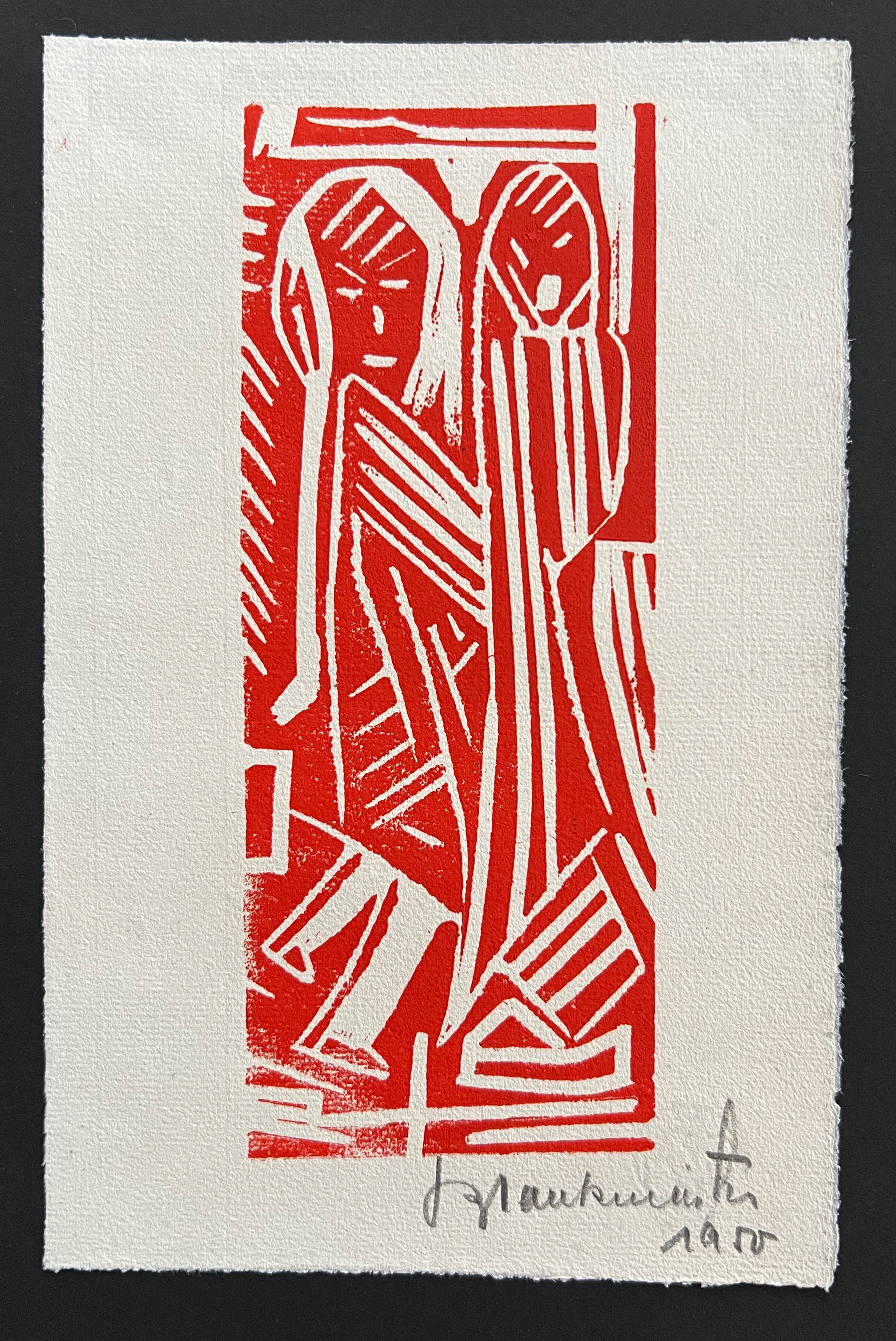
1950 auf Bütten gedruckt in Privatbesitz, Kassel

Helmut Otto Blankmeister (* 28. Dezember 1911 in Kassel; † 27. April 1975 in Ober-Moos) war ein deutscher Künstler, Grafiker und Schriftsteller. Von 1930 bis zu seinem Tod schuf er eine Vielzahl an Gemälden, Grafiken sowie Gedichte und Erzählungen.

## Leben
Helmut Blankmeister wuchs in Kassel auf. Nach der Grundschule wechselte er auf die Oberrealschule, später besuchte er die Höhere Handelsschule. Im Rahmen von Anstellungen als Werkstudent arbeitete er als Reporter, Zeitungsverkäufer und Binnenschiffer. Ab 1930 verfasste Blankmeister Kurzgeschichten und Skizzen, die er unter dem Pseudonym Max Blamasla veröffentlichte. Im Jahr 1933 begab er sich für Studienaufenthalte nach Frankreich, Holland und in die Schweiz. Er war verheiratet mit Hildegard Blankmeister (geb. Kaltschmidt; * 16. Juli 1905; † unbekannt) und wechselte häufig seine Berufe, seine Kunst schuf er als Autodidakt. Von 1934 bis 1940 war er Mitarbeiter der Frankfurter Zeitung, die er mit Zeichnungen sowie Feuilletontexten versorgte. Weiterhin arbeitete Blankmeister als Süßwarenhändler, freier Schriftsteller, Handelsvertreter und als Geschäftsreisender der Hefeindustrie. Im Zweiten Weltkrieg war er von 1940 bis 1945 Soldat und geriet in Kriegsgefangenschaft. 1948 gründete er den Blankmeister-Verlag, bei dem er seine eigenen Gedichte und Erzählungen herausgab. Zusammen mit seinem Konstanzer Künstlerkollegen Adolf Eiermann bestritt er vom 12. bis 20. April 1949 inmitten von Ruinen in Frankfurt die Ausstellung „Gesicht der Zeit“, die rund 3000 Besucher sahen. Im Frühjahr 1949 stellte Blankmeister seine Werke im Gießener Amerika-Haus aus.

## Werke
Blankmeister schuf eine Vielzahl von Gemälden und Grafiken, darunter Landschaften, Stillleben, Porträts, Kompositionen und Jazz-Bilder. Seine Werke zeichnen sich durch starke Farbigkeit und eine abstrahierende Formsprache aus. Er verwendete für seine Gemälde meist Ölfarben, schuf aber auch schwarz-weiße Holzschnitte. In seinen Jazz-Bildern übersetzte er Töne und Rhythmen in freie Farben und Formen. Seine Werke stellte Blankmeister in Deutschland, Paris, Buenos Aires sowie in den USA aus, sie gelangten zumeist als Schenkungen u. a. in die Sammlungen der nachfolgenden Museen:
- Leopold-Hoesch-Museum, Düren
- Kurpfälzisches Museum Heidelberg
- Städtische Wessenberg-Galerie, Konstanz
- Wilhelm-Hack-Museum, Ludwigshafen
- Lenbach-Haus, München
- Städtische Sammlung Speyer
- Staatsgalerie Stuttgart
- Simeonstift, Trier
- Märkisches Museum Witten
- Museum der Stadt Worms im Andreasstift

## Literarische Werke
Helmut Blankmeister verfasste auch zahlreiche literarische Werke, wie Feuilletonbeiträge, Kurzgeschichten, Erzählungen und Gedichte, die in der Tagespresse und in Zeitschriften veröffentlicht wurden. Die Titel seiner Bücher, die im Selbstverlag erschienen, sind:
- Helmut Blankmeister: Gedichte. Ohne Ort 1948.
- Helmut Blankmeister: Skizzen. Ohne Ort 1948.
- Helmut Blankmeister: Seltsame Geschichten. Ohne Ort 1948.
- Helmut Blankmeister: Veronika. Erzählung. Ohne Ort 1948.
- Helmut Blankmeister: Die Songs vom schändlichen Leben. Ohne Ort 1948.
- Helmut Blankmeister: Stationen der Heimkehr. Ohne Ort o. J.

## Rezeption
Blankmeister gewann bereits zu Lebzeiten die Aufmerksamkeit von Publikum und Presse. Vor allem die Ausstellung „Gesicht der Zeit“, die er zusammen mit Adolf Eiermann veranstaltete, zog das Interesse der Öffentlichkeit auf sich. Die Werke wurden in der Frankfurter Innenstadt in den Trümmern eines zerbombten Hauses unter freiem Himmel präsentiert. Eiermanns abstrahierende, starkfarbige Kompositionen polarisierten jedoch stark und wurden u. a. von Rezensenten aufgrund ihrer freien Bildanlage als „hemmungslos“ bezeichnet. Seine Kritiker vermissten ein „geistiges Formprinzip“. Doch sie erhielten auch positive Resonanzen, seine Kunst wurde als „lebendig“ und „frisch“ empfunden.